# أوتيس فلويد
أوتيس فلويد (بالإنجليزية: Otis Floyd)‏ هو لاعب كرة قدم أمريكية ولاعب كرة القدم الكندية أمريكي، ولد في 13 يونيو 1976 في ديترويت في الولايات المتحدة.